# Family BASIC

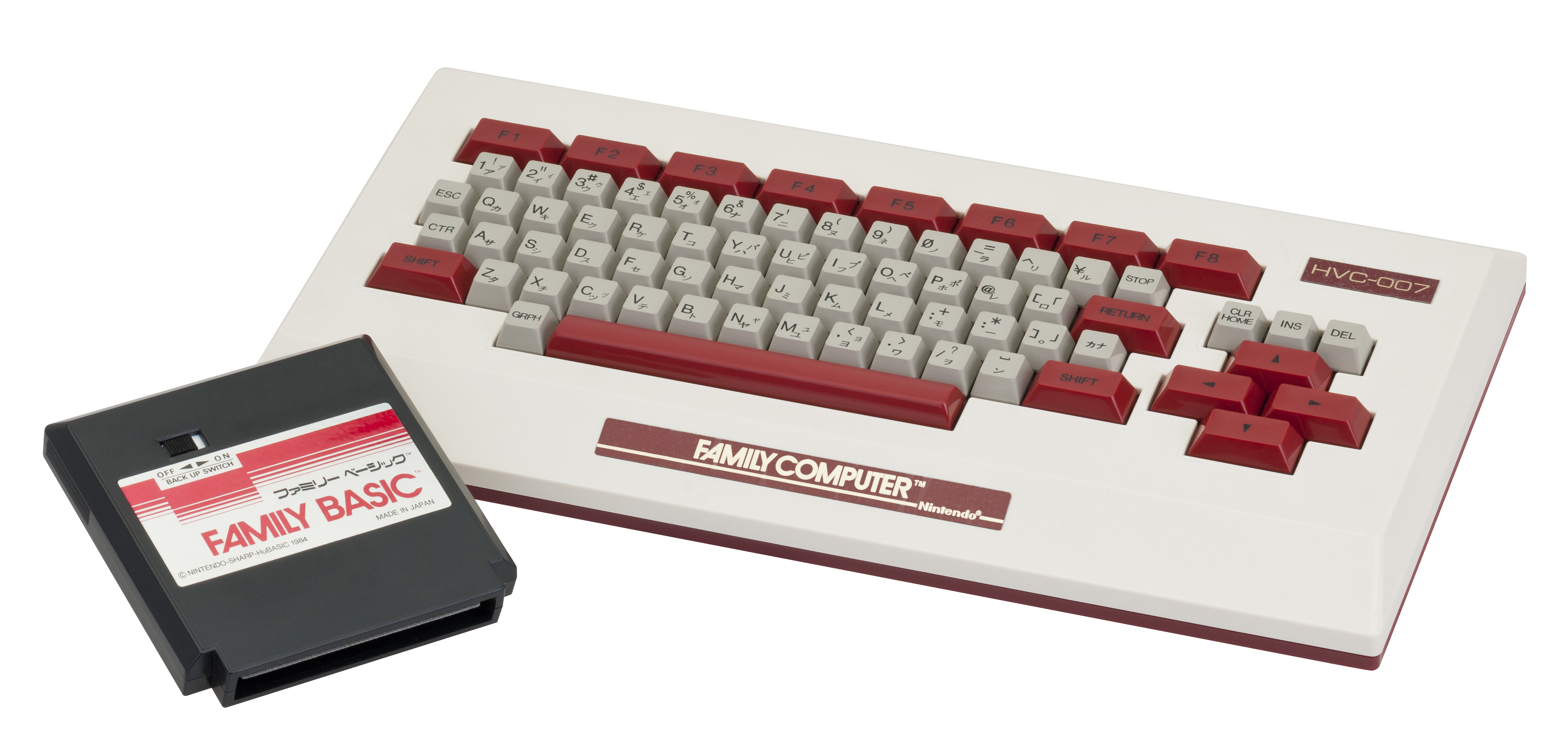
Clavier Famicom Keyboard et cartouche Family BASIC.

Family BASIC est un logiciel sorti sur Famicom qui permet de programmer ses propres jeux. Il est vendu dans une offre groupée comprenant un Famicom Keyboard et un manuel d'instructions. Conçu par Nintendo, Hudson Soft et Sharp Corporation, il est sorti au Japon une première fois en juin 1984, puis une seconde fois en février 1985.